# Nedre Gärdsjö
Nedre Gärdsjö est une localité de Suède dans la commune de Rättvik située dans le comté de Dalécarlie.
Sa population était de 383 habitants en 2019.